# Funicolare di Montecatini Terme

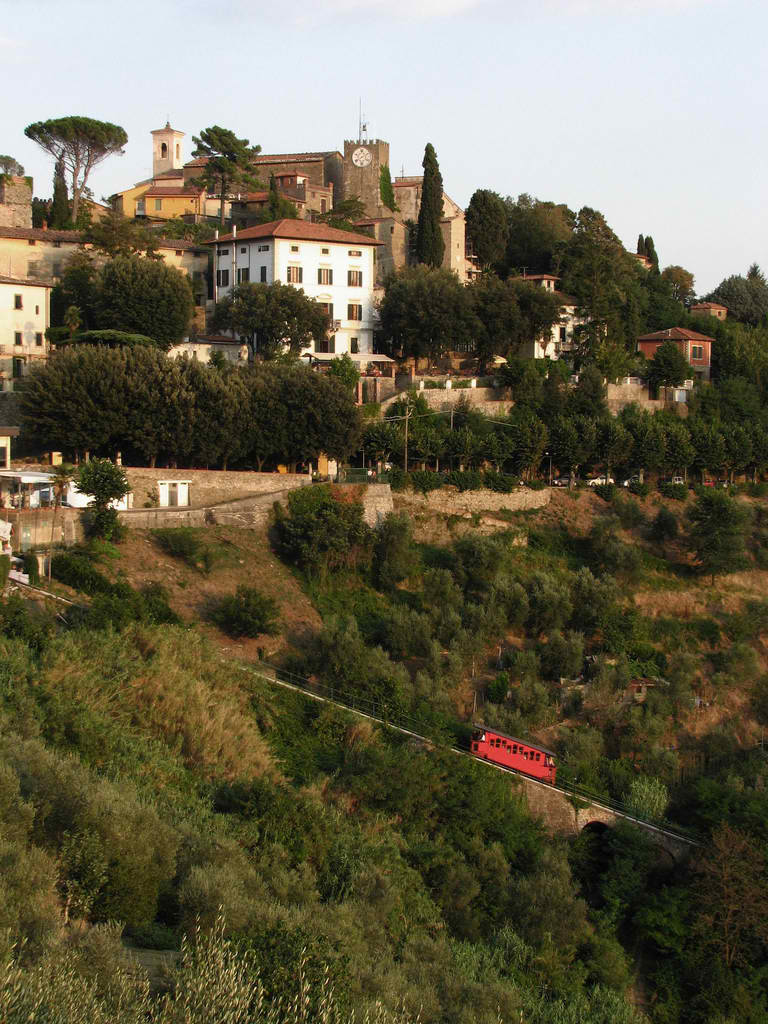
Ein Fahrzeug der Standseilbahn auf der Fahrt nach Montecatini Alto.

Die Funicolare di Montecatini verbindet die Kernstadt Montecatini Terme mit dem oberen Stadtteil Montecatini Alto. Sie ist die älteste noch in Betrieb befindliche Standseilbahn in Italien.

## Geschichte
Die Idee zu einer Verbindung von dem damals Castello genannten oberen Teil des Ortes nach Bagni (unterer Teil, heute Montecatini Terme) entstand durch den aus Genua stammenden Ingenieur Alessandro Ferretti. Er erhielt am 8. Oktober 1896 die städtische Erlaubnis, das Projekt durchzuführen. Die Bahn wurde am 4. Juni 1898 eingeweiht. Bei der Einweihung war Giuseppe Verdi zugegen.
Von 1977 bis zum 3. August 1982 wurde die Seilbahn modernisiert.

## Daten
Die Seilbahnstrecke ist ca. 1050 Meter lang und überwindet einen Höhenunterschied von 202 Metern. Die durchschnittliche Steigung beträgt 19,65 %, der stärkste Anstieg liegt bei 38,5 %. Die Fahrtdauer liegt bei etwa zehn Minuten.

## Bilder

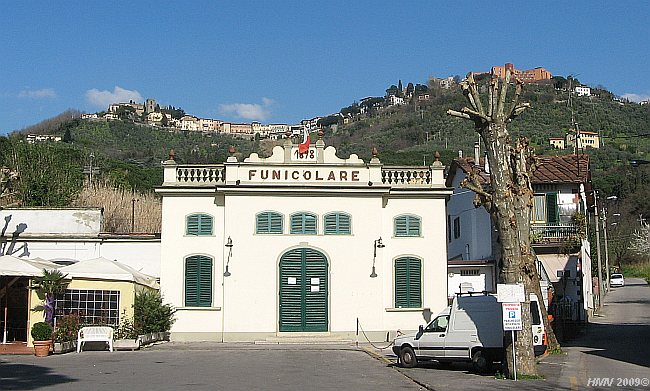
Talstation der Standseilbahn
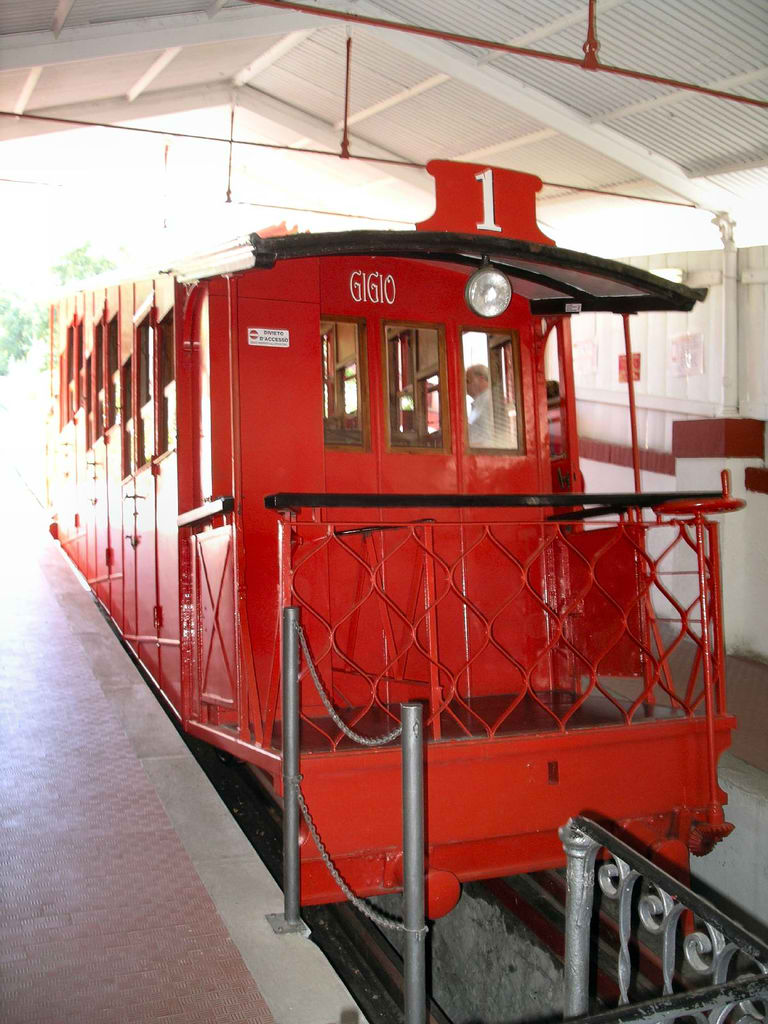
Der Wagen Gigio in der Talstation
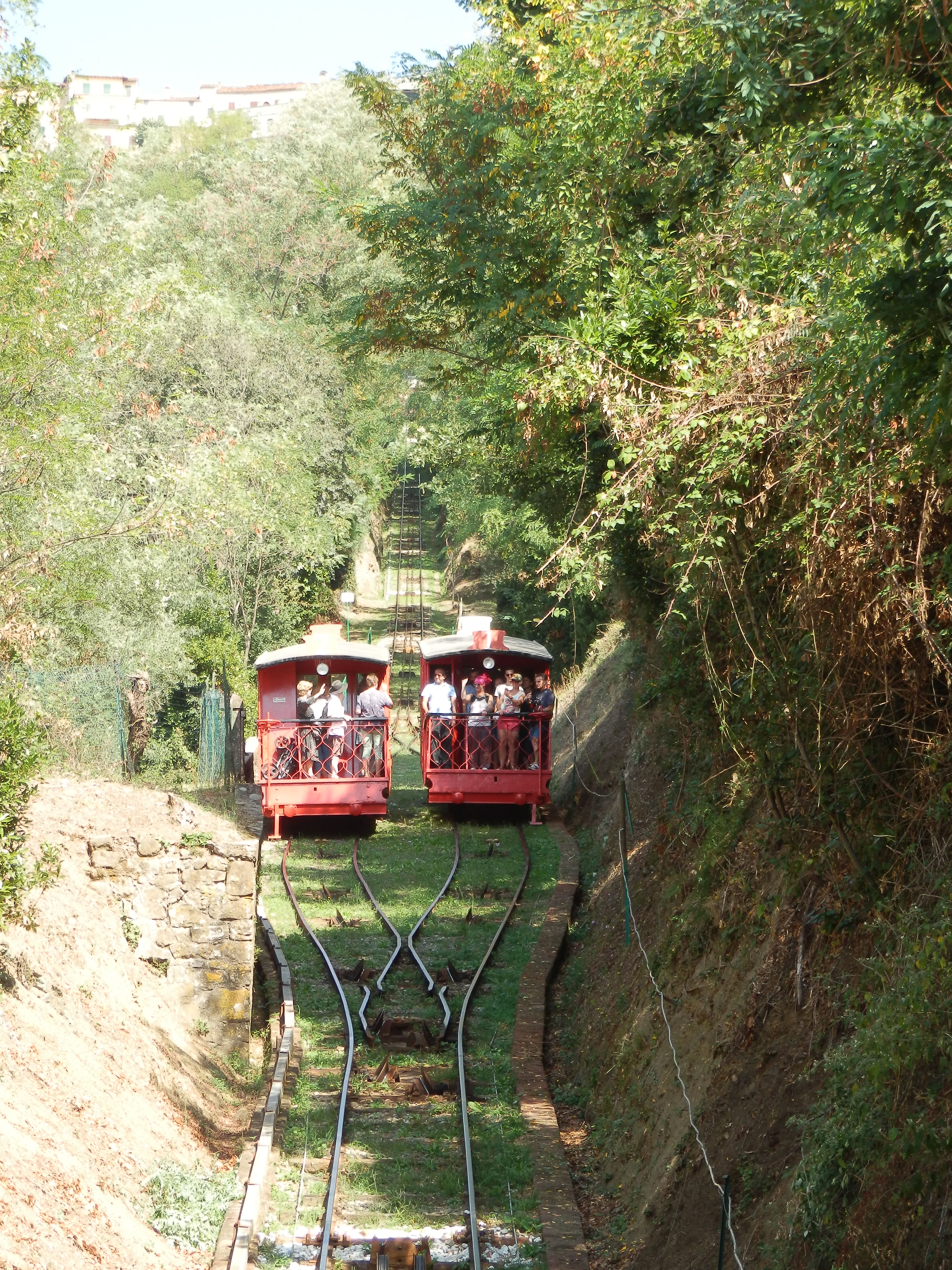
Ausweichstelle auf der Strecke
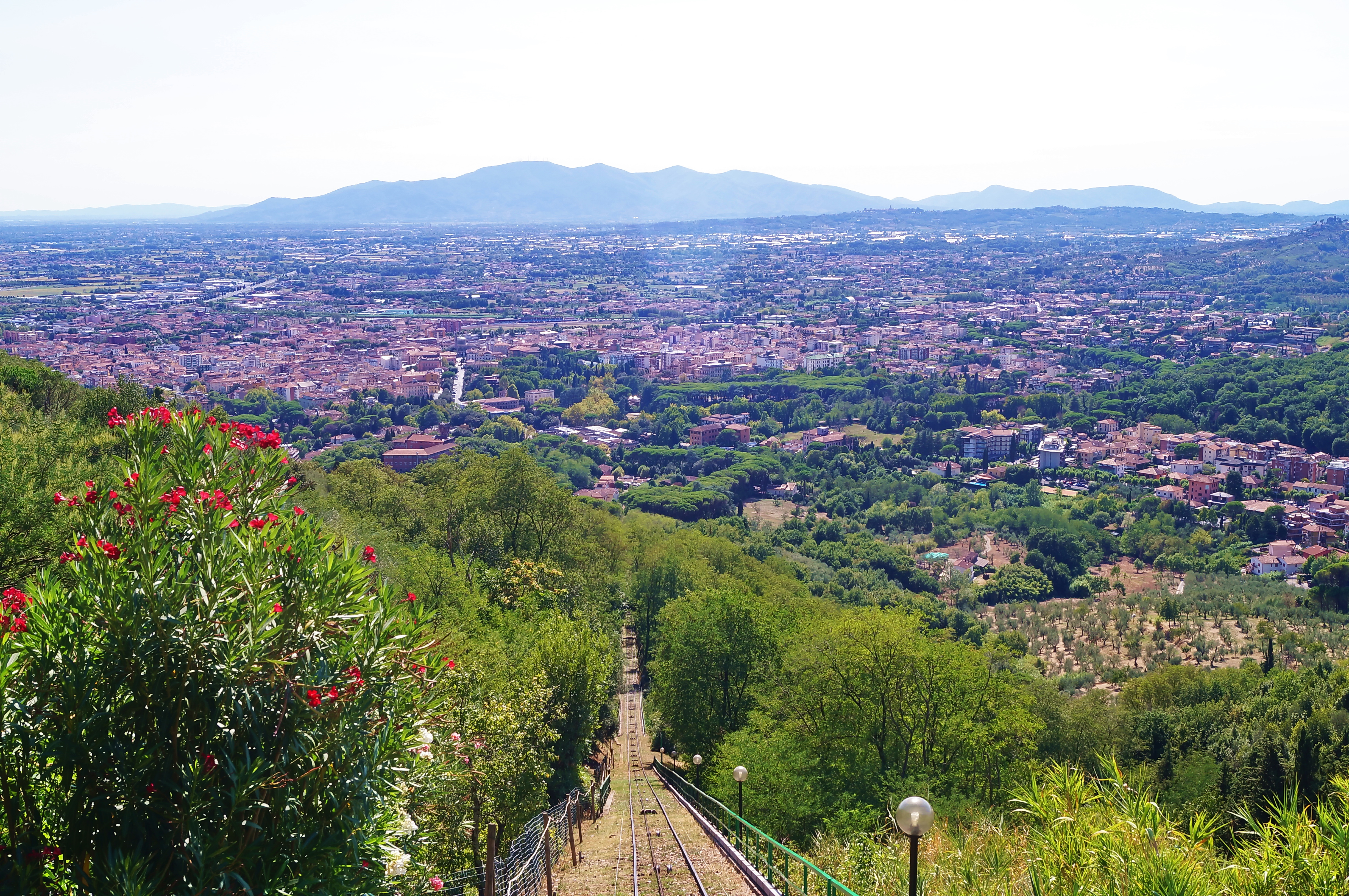
Blick talwärts
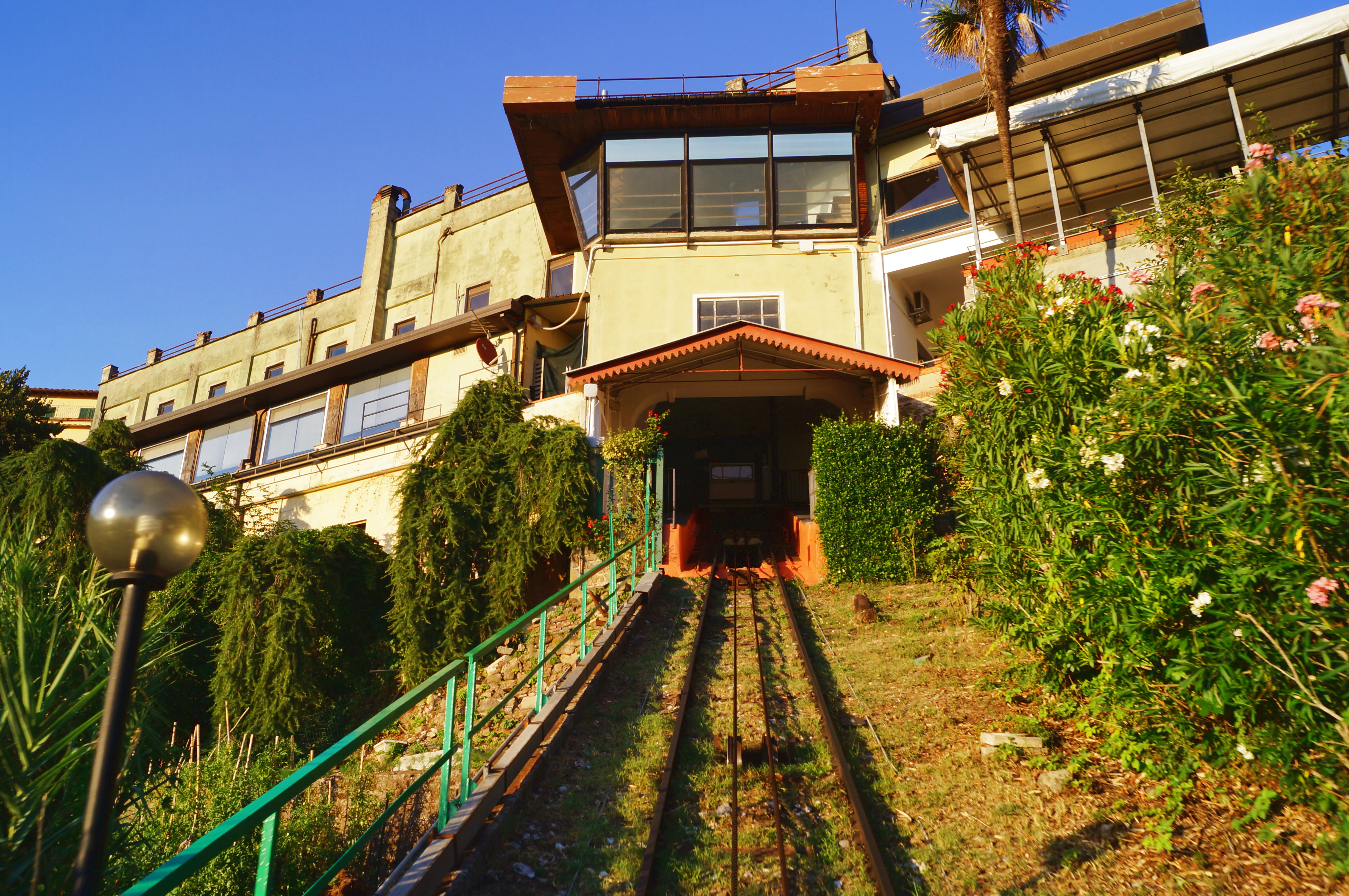
Bergstation der Standseilbahn
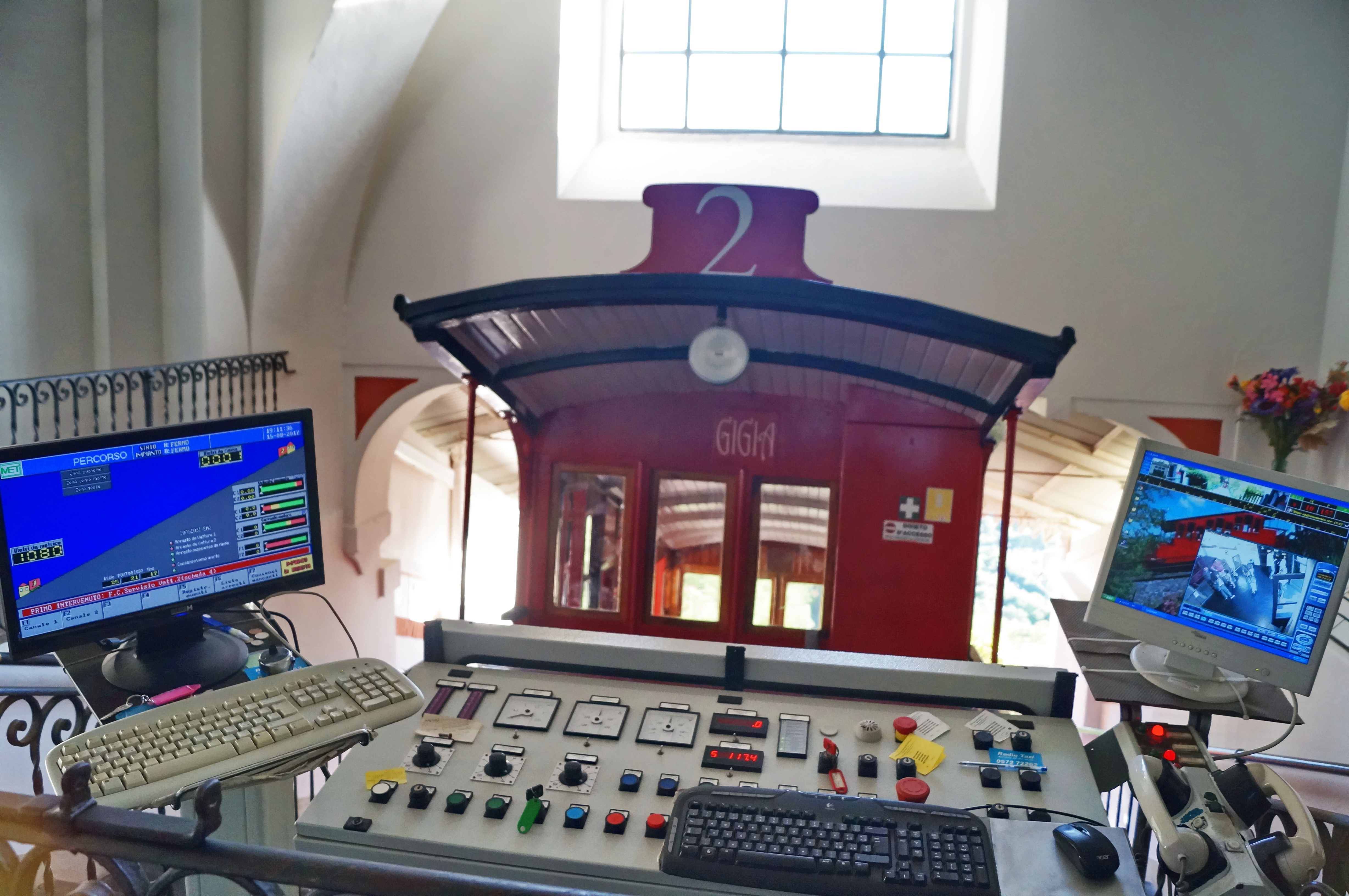
In der Bergstation